# Brzeźno (gmina Olsztynek)
Brzeźno lub Brzeźno Duże – płytkie, przepływowe jezioro w dorzeczu rzeki Łyny, w gminie Olsztynek (woj. warmińsko-mazurskie), zaklasyfikowane przez IRŚ jako linowo-szczupakowe. Jezioro znajduje się w górnym odcinku rzeki Łyny, ma dobrze rozwiniętą linię brzegową i jest silnie zarośnięte roślinnością szuwarową i wodną. W części południowej wpływają wody z jeziora Brzezinek, w części północnej wypływa rzeka Łyna (w kierunku jeziora Kiernoz Mały, przepływając przez małej jeziorko Morze).
Dno jest muliste, licznie występuje rogatek. Brzegi jeziora są niskie, sąsiadują z łąkami i mokradłami. Wśród ryb występują: lin, szczupak, płoć, leszcz.